# Múscul aritenoidal
El múscul aritenoidal (musculus arytaenoideus) és un dels músculs de la laringe. És considerat per alguns com un sol múscul, amb dues parts diferenciades: la part obliqua i la part transversal. Segons altres, són dos músculs aritenoidals: múscul aritenoidal oblic (musculus arytenoideus obliquus) i múscul aritenoidal transvers (musculus arytenoideus transversus).
Omple les superfícies còncaves posteriors dels cartílags aritenoides. Sorgeix de la superfície posterior i la vora lateral d'un cartílag aritenoide, i s'insereix en les parts corresponents del cartílag oposat.
L'aritenoidal s'aproxima als cartílags aritenoides i, per tant, tanca l'obertura de la glotis, especialment en la part posterior, per a eliminar la comissura posterior dels plecs vocals.

## Imatges

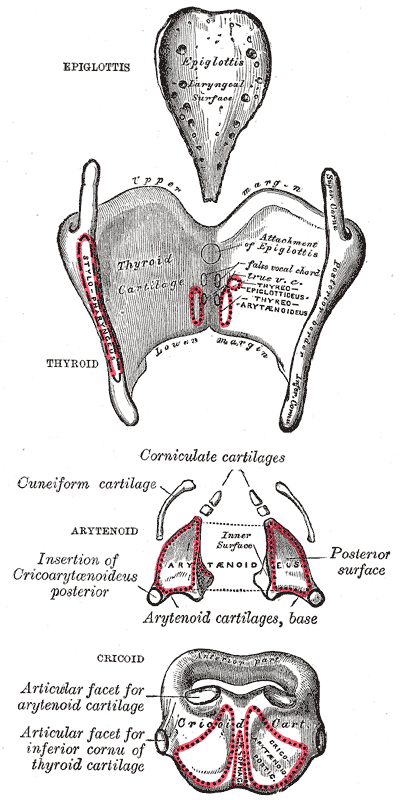
Els cartílags de la laringe. Vista posterior.

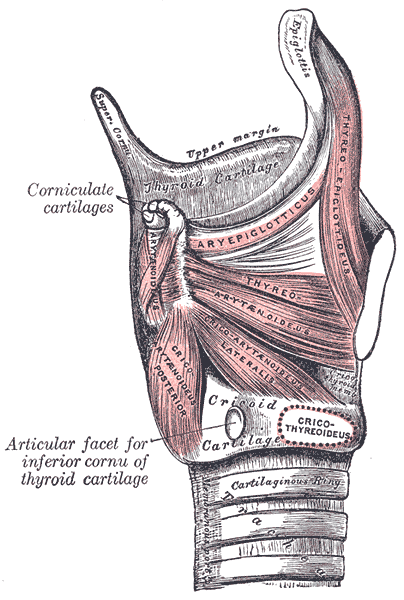
Músculs de la laringe. Vista lateral. La làmina dreta del cartílag tiroide s'ha eliminat.
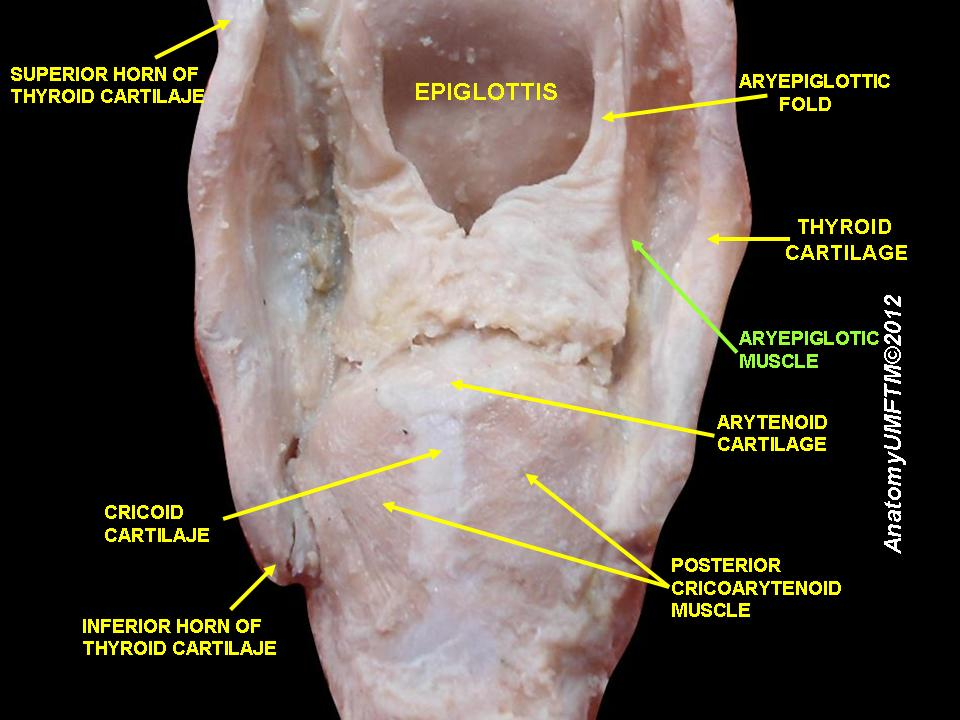
Múscul aritenoepiglòtic.

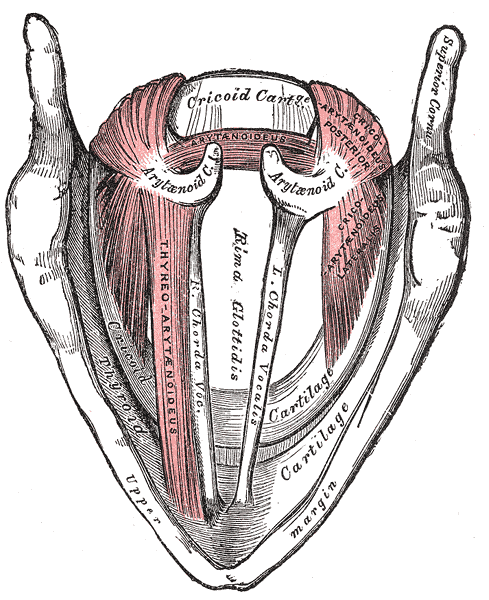
Músculs de la laringe, vista superior.
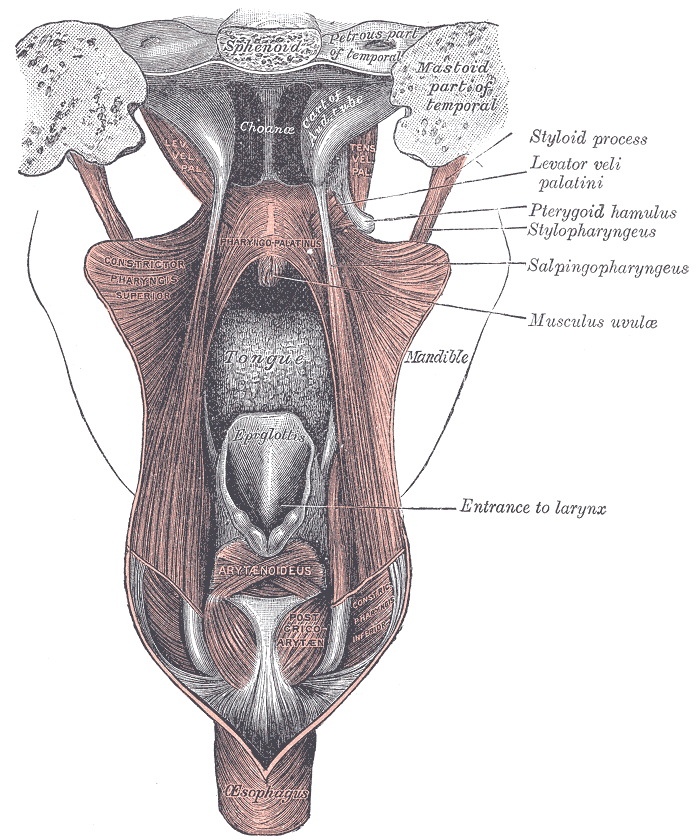
Dissecció dels músculs del paladar. Vista posterior.